# Peruanischer Pfefferbaum
Der Peruanische Pfefferbaum (Schinus molle) gehört zur Familie der Sumachgewächse (Anacardiaceae). Er hat elegante, herabhängende Zweige und dekorative Früchte.

## Beschreibung

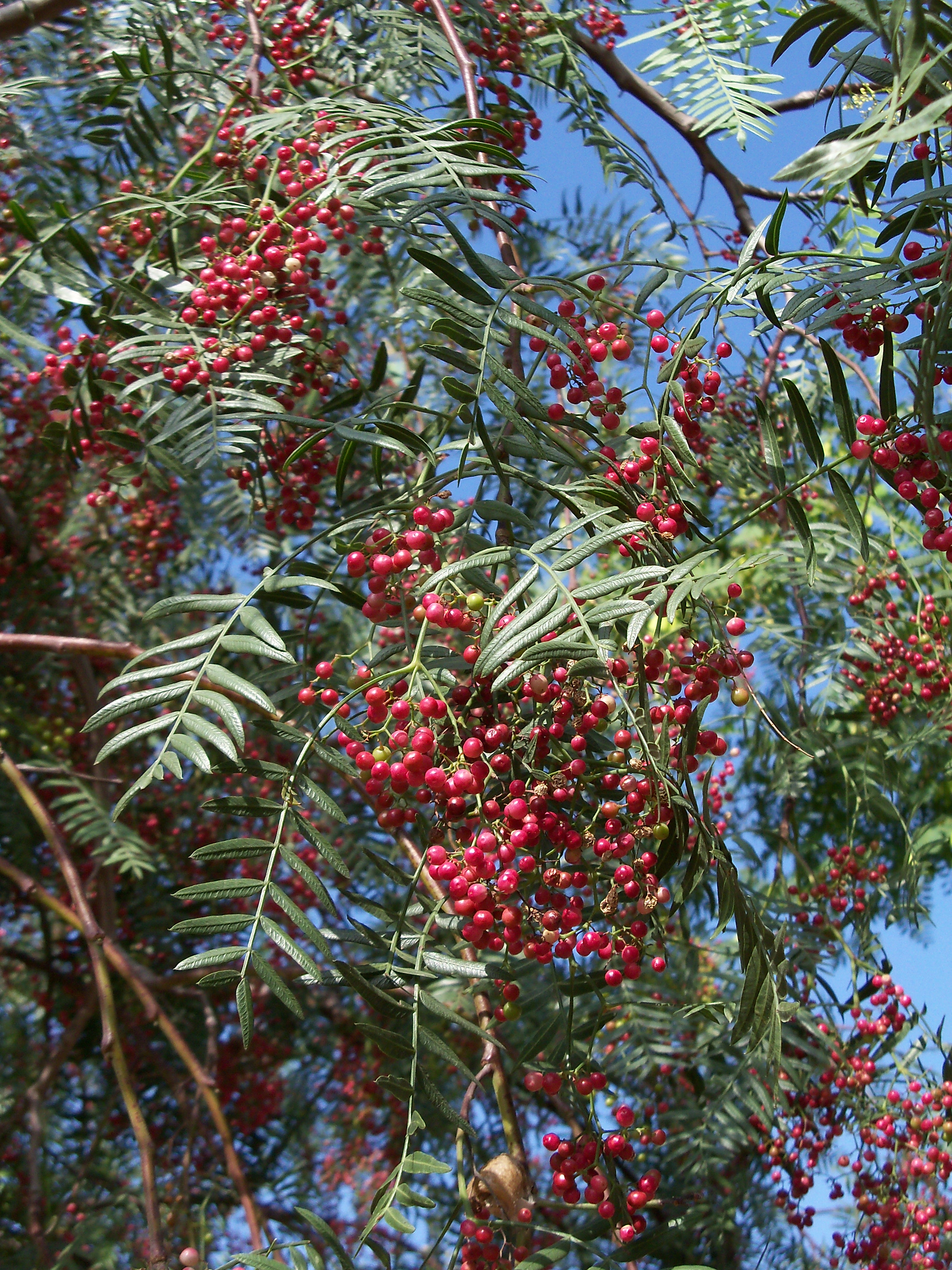
Zweig mit Früchten

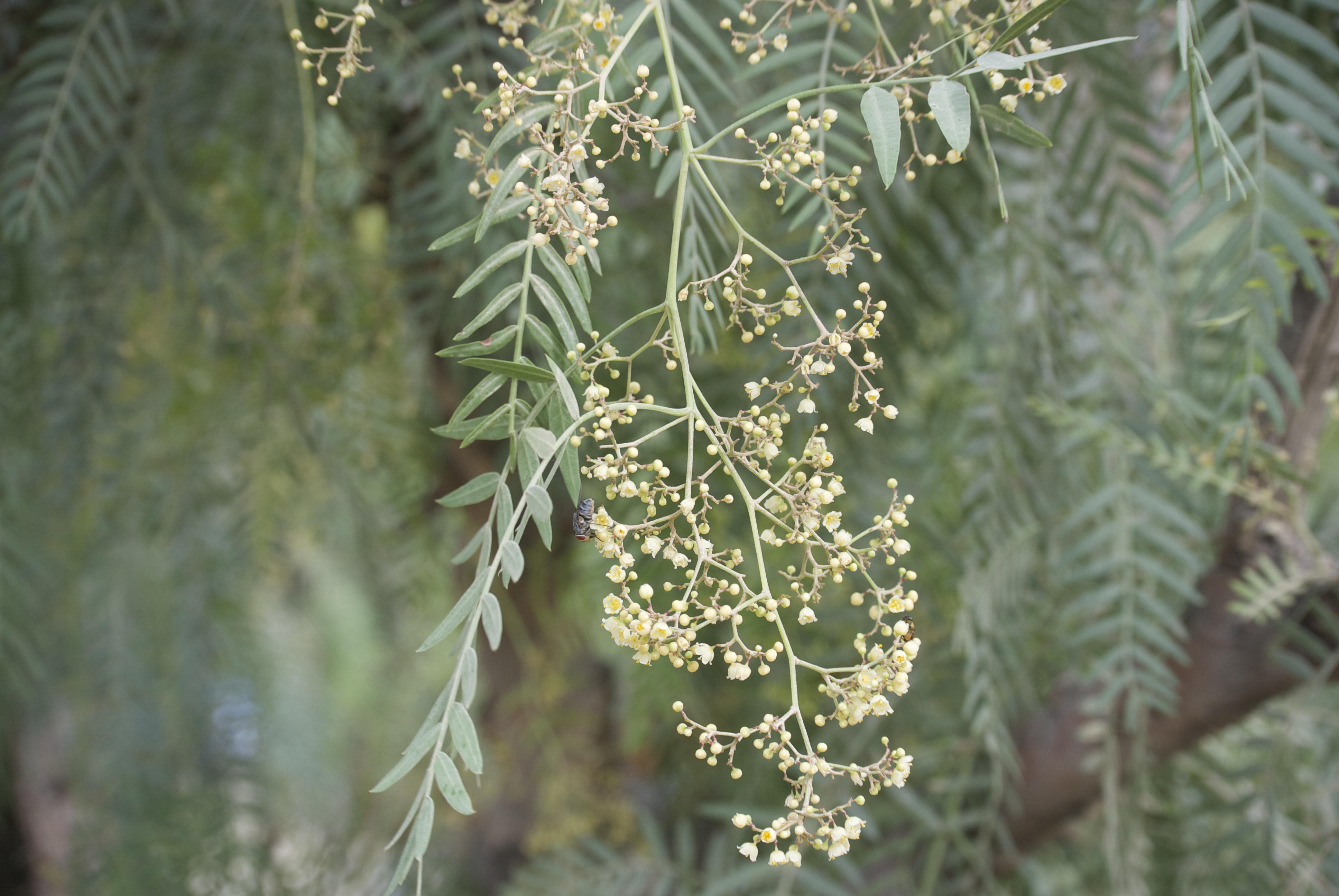
Blütenstand

Der Peruanische Pfefferbaum ist ein immergrüner Baum mit kurzem Stamm und erreicht eine Wuchshöhe von 4 bis über 15 Metern. Der Stammdurchmesser erreicht bis über 60 Zentimeter. Die braun-graue Borke ist im Alter rau und furchig bis abblätternd.
An den überhängenden Ästen sitzen wechselständig die gestielten, unpaarig gefiederten Laubblätter. Sie duften aromatisch, wenn man sie verreibt. Das gesamte Blatt wird bis 30 cm lang und ist aus 15 bis 41 Blättchen zusammengesetzt. Das einzelne, ledrige, kahle, meist sitzende, ganzrandige oder gesägte, spitze Blättchen ist schmal-eilanzettlich, bis 6 cm lang und bis 0,8 cm breit. Die Blattspindel ist oft schmal geflügelt. Die Nebenblätter fehlen.
Der Peruanische Pfefferbaum ist zweihäusig diözisch. Die kleinen, funktionell eingeschlechtlichen, gelblich-weißen, kurz gestielten und fünfzähligen, bis 4 Millimeter großen Blüten mit doppelter Blütenhülle sind in end- oder achselständigen, hängenden, kegelförmigen Rispen zusammengefasst. Die männlichen Blüten besitzen zehn kurze Staubblätter in zwei ungleichen Kreisen und einen reduzierten Pistillode. In den weiblichen Blüten sind ein oberständiger Stempel mit drei bis vier kurzen Griffeln und 10 Staminodien vorhanden. Es ist jeweils ein gelappter Diskus vorhanden. Aus ihnen entwickeln sich kleine, rosa bis rötliche, aromatische und einsamige, glatte, ledrige, dünnfleischige, -schalige Steinfrüchte mit einem Durchmesser von 0,5 bis 0,7 cm. Der holzige, rundliche Steinkern ist skulptiert und bis 4 Millimeter groß. Die Früchte bleiben noch lange an der Pflanze stehen.
Die Chromosomenzahl beträgt 2n = 28.

## Verbreitung
Der Peruanische Pfefferbaum stammt aus Süd- und Mittelamerika, wo er von Mexiko im Norden bis Chile und Argentinien im Süden beheimatet ist. Er bevorzugt semiaride Böden und ist im Mittelmeerraum (Marokko) ebenso eingebürgert wie im Süden der USA, in Südafrika und Australien.

## Verwendung
Die leicht nach Pfeffer schmeckenden Früchte sind, wie die des Brasilianischen Pfefferbaums (Schinus terebinthifolius), als „Rosa Pfeffer“ im Handel. Der Baum wird gelegentlich als Ziergehölz angepflanzt. In Südamerika sind weitere Verwendungsmöglichkeiten bekannt. Aus den Früchten wird ein leicht alkoholisches Getränk (Chicha) zubereitet, Blätter und Harz werden zu medizinischen Zwecken genutzt und gelegentlich wird ein gelber Farbstoff aus dem Baum gewonnen. In Peru, Chile und Argentinien wird er vor allem als Windschutz angepflanzt, um die kalten Winde aus den Anden von Plantagen und Bauernhöfen abzuhalten.
Ebenso wird er beim Weinanbau in Bolivien als Wuchshilfe der Weinreben genutzt.
Der Baum führt ein Gummiharz, Aroeireharz oder Amerikanischer Mastix, wie der Brasilianische Pfefferbaum (Schinus terebinthifolia).
Das mittelschwere Holz ist recht beständig.

## Botanische Geschichte
Der Peruanische Pfefferbaum wird schon bei Johann Bauhin „Molle“ genannt, bei Caspar Bauhin heißt er „Lentiscus Peruanus“ – Bezug nehmend auf den Mastixstrauch (Pistacia lentiscus). Die Erstbeschreibung Carl von Linnés als Schinus molle stammt von 1753. Das Artepitheton molle könnte sich von einem südamerikanischen Trivialnamen ableiten oder aus dem Spanischen stammen (mollear, „weich werden“, Bezug nehmend auf das gekaute Harz).